# Euphorbia segetalis var. segetalis
Euphorbia segetalis subsp. segetalis é uma variedade de planta com flor pertencente à família Euphorbiaceae.

Os seus nomes comuns são alforba-brava ou alforbia-brava.

## Portugal
Trata-se de uma variedade presente no território português, nomeadamente em Portugal Continental e no Arquipélago da Madeira.
Em termos de naturalidade é nativa das duas regiões atrás indicadas.

## Protecção
Não se encontra protegida por legislação portuguesa ou da Comunidade Europeia.